# Crisis de 1383-1385 en Portugal
La crisis (o interregno) de 1383-1385 fue un conflicto dinástico que involucró al reino de Portugal y a la Corona de Castilla, y que desencadenó un periodo de guerra entre ambos reinos.
Comenzó con la muerte del rey Fernando I de Portugal, que carecía de herederos varones. El periodo finalizó con la llegada al trono de Juan I de Portugal, en abril de 1385, pocos meses antes de la batalla de Aljubarrota, dando origen a la dinastía Avís.
En Portugal, al periodo se le conoce como el "interregno portugués", ya que se trata de un tiempo durante el cual no gobernó ningún rey.

## Preludio
En 1383, el rey Fernando I estaba agonizando. De su matrimonio con Leonor Téllez de Meneses solo había sobrevivido una niña, Beatriz de Portugal. Su matrimonio fue el mayor evento político de la época, ya que determinaría el futuro del país.
Varias facciones políticas presentaron sus candidatos, entre los que se encontraban príncipes ingleses y franceses. Finalmente, el rey dejó a su mujer elegir, siendo Juan I de Castilla el candidato. El matrimonio se celebró en mayo de 1383, pero no fue una solución aceptada por todos. La unión dinástica provocaría que Portugal perdiera independencia a favor de Castilla; muchos nobles se opusieron a esto, pero no estuvieron unidos lo suficiente para imponer sus deseos. Los otros dos candidatos, ambos por líneas ilegítimas fueron:
- Juan de Portugal, hijo de Pedro I de Portugal e Inés de Castro, que en aquel tiempo vivía en Castilla.
- Dionisio de Portugal, pretendiente después de la muerte de su hermano, Juan de Portugal.
- Juan, maestre de Avís, otro hijo bastardo de Pedro I, muy popular entre las clases medias portuguesas y la aristocracia tradicional.

El 22 de octubre, el rey Fernando murió. Según el contrato matrimonial, la reina Leonor asumiría la regencia en nombre de su hija y su yerno. Con esto dio comienzo la crisis, que se agudizó, cuando, en contra de lo acordado, Juan I quiso ser proclamado públicamente como rey de Portugal.

## 1383
El primer acto de hostilidades lo llevaron a cabo las facciones favorables a Juan de Avís en diciembre de 1383. Juan Fernández de Andeiro amante y valido de la reina regente, fue asesinado por un grupo de conspiradores comandados por Juan de Avís.
El pueblo de ciudades como Lisboa, Oporto, Évora, Beja y otros municipios del reino se levantaron en las calles a favor de Juan, Maestre de Avís, viéndolo como el candidato nacional (con expresiones como "Arraial por Portugal" o como el pretendiente que defendió la "libertad de su pueblo" o "tierra"), ganando terreno frente a Juan, hijo de Inés de Castro, que tuvo un fuerte apoyo de la nobleza de la región de Beira. La acción de Álvaro Pais en Lisboa, provocando planeadamente la ira y el patriotismo de la "arraia míuda", las clases populares, en defensa de la vida del Maestre de Avís (supuestamente amenazada por el Conde Andeiro), fue decisiva. Siguiendo esta declaración de guerra, Juan era ahora el líder de la posición. Con ayuda de Nuno Álvares Pereira, un general talentoso, ganó el apoyo de las ciudades de Lisboa, Beja, Portalegre, Estremoz y Évora, donde las poblaciones locales tomaron los respectivos castillos. Juan I de Castilla entró en Portugal ocupando la ciudad de Santarém. En un esfuerzo para normalizar la situación y asegurar la corona de su esposa, forzó a Leonor a abdicar la regencia y tomó control del país.

## 1384
La resistencia armada se encontró con el ejército castellano el 6 de abril de 1384 en la batalla de Atoleiros. El general Álvares Pereira ganó la batalla para la sección de Avís, pero la victoria no fue decisiva. Juan I se retiró a Lisboa en mayo y asedió la capital, con una flota auxiliar bloqueando el puerto de la ciudad. Sin el capital y las riquezas del comercio, no se podía hacer mucho para liberar al país de las manos del monarca castellano. Por su lado, Juan I de Castilla necesitaba Lisboa, no solo por razones financieras, sino también políticas, ya que ni él ni Beatriz habían sido coronados en la capital, solo habían sido designados reyes.
Mientras tanto, Juan de Avís entregó el comando militar de la resistencia a Álvares Pereira. El general continuó atacando los castillos de las ciudades donde los Alcaldes tenían voz por D.ª Beatriz y el rey de Castilla. Juan de Avís se dedicó entonces a la ofensiva diplomática. La política internacional jugó un importante papel en los asuntos portugueses. En 1384, la guerra de los Cien Años se encontraba abierta, con Inglaterra y Francia enfrentadas por la corona de Francia. El conflicto traspasó las fronteras francesas, influyendo en la Santa Sede, cuyo papa había regresado hacía poco a Roma desde Aviñón. Castilla era un aliado tradicional de Francia, así que la opción de Juan de Avís fue buscar ayuda en Inglaterra. En mayo, con Lisboa bajo asedio, se envió una embajada a Ricardo II de Inglaterra para solicitar ayuda en la independencia de Portugal. En 1384, Ricardo tenía 17 años, pero el poder lo mantenía su tío Juan de Gante, Duque de Lancaster y regente de Inglaterra. A pesar del rechazo inicial de conceder hombres, Juan de Gante accedió finalmente a enviar tropas para ayudar al ejército portugués. Estas tropas serían decisivas.
Lisboa se enfrentaba a la hambruna mientras era asediada por las tropas castellanas. Estaba bloqueada por tierra y por el río y la ciudad no tenía esperanzas de que el ejército de Juan de Avís, que aún era muy pequeño como para enfrentarse a las tropas castellanas, pudiera liberarlo. Un intento lo realizó la flota portuguesa intentando terminar con el bloqueo del puerto. El 18 de julio un grupo de barcos comandados por el capitán Rui Pereira intentó romper el bloqueo y llevar alimentos a la ciudad. El coste fue alto, porque todos los barcos se perdieron y Rui Pereira murió en el ataque. Pese al escaso éxito, el asedio fue ganando terreno: la ciudad de Almada en el margen sur del Tajo se rindió a las tropas castellanas. Pero el asedio no solo era nefasto para las ciudades, el propio ejército castellano sufría de hambrunas y de la peste bubónica. El 3 de septiembre Juan I tuvo que abandonar el asedio y regresar a Castilla. Semanas más tarde, la flota castellana también abandonó el Tajo y Lisboa quedó libre.

## 1385
A finales de 1384 y a principios de 1385, Nuno Álvares Pereira intentó derrotar a todas las ciudades o castillos portugueses que se mostraban favorables a Castilla. Respondiendo a la llamada de auxilio, las tropas inglesas llegaron a Portugal el día de Pascua. No era un gran contingente, apenas eran 600 hombres y sólo alrededor de 100 participarían en la batalla de Aljubarrota, pero algunos eran ingleses o gascones veteranos de la Guerra de los Cien Años y conocían las tácticas militares inglesas.
Con todo aparentemente de su lado, Juan de Avís convocó a las cortes en Coímbra. Allí, el 6 de abril, fue proclamado décimo rey de Portugal, en un acto de rebeldía contra las pretensiones castellanas. Juan I de Portugal nombró a Álvares Pereira protector del reino y atacó los puntos de resistencia que aún se mantenían en el norte.
Juan I de Castilla no estuvo de acuerdo. Su primer movimiento fue enviar expediciones punitivas, pero las fuerzas fueron derrotadas en la batalla de Trancoso el 29 de mayo. Viendo que el uso de la fuerza era la única manera de imponerse, organizó un gran ejército para invadir Portugal en la segunda semana de junio a través del norte. Un contingente aliado de caballería pesada francesa viajó con ellos (alrededor de 2.000). El poder de los números estaba de su parte: 30.000 castellanos contra 6.000 portugueses. De inmediato pusieron rumbo a Lisboa y Santarém, las mayores ciudades del reino.
Mientras tanto, los ejércitos de Juan I y Álvares Pereira se unieron en la ciudad de Tomar. Tras un debate se tomó una decisión: no se podía permitir que los castellanos asediaran Lisboa de nuevo, ya que la ciudad caería, así que los portugueses interceptarían al ejército enemigo en Leiría, cerca del pueblo de Aljubarrota. El 14 de agosto, el ejército castellano, muy lento debido a su gran número, se encontró con las tropas portuguesas, reforzadas por los ingleses. La batalla de Aljubarrota se desarrolló como la batalla de Crécy y la batalla de Poitiers y también ha seguido disposiciones ya utilizadas por Nuno Álvares Pereira en batallas como Atoleiros. Estas tácticas permitieron a un reducido grupo de infantería derrotar a la caballería con el uso de arcos en los flancos y estructuras defensivas en el frente, y una sólida falange de lanceros (infantería) ampliamente utilizados por Álvares Pereira. El ejército castellano no sólo fue vencido sino también diezmado. Sus bajas fueron de tal calibre que Juan I no pudo volver a atacar a Portugal en los años siguientes.
Con esta victoria, Juan I de Avís fue reconocido como rey de Portugal, poniendo punto final al interregnum y a la anarquía que había tenido lugar durante esa época. El reconocimiento por parte de Castilla no llegaría hasta 1411, con el tratado de Ayllón (Segovia). La alianza luso-inglesa sería renovada en 1386 a través del Tratado de Windsor y el matrimonio de Juan I con Felipa de Lancaster, hija de Juan de Gante. El tratado, aún en vigor, estableció el pacto de ayuda mutua entre ambos países. De hecho, Portugal lo usaría para luchar contra sus vecinos en 1661, cuando se restablecieron las relaciones y alianza diplomática entre Portugal e Inglaterra —Portugal no tuvo relaciones con Inglaterra, en guerra civil hasta 1651 y más tarde con el gobierno de Cromwell, y hasta 1660—, para expulsar a los reyes Habsburgo de su territorio.